# Harry Nuttall
Harry Nuttall (Bolton, 9 novembre 1897 – ....) è stato un calciatore inglese di ruolo centrocampista.

## Carriera

### Club
Ha sempre giocato nel campionato inglese.

### Nazionale
Ha collezionato 3 presenze con la maglia della propria nazionale.

## Palmarès

### Club

#### Competizioni nazionali
- Coppa d'Inghilterra: 3

Bolton: 1922-1923, 1925-1926, 1928-1929